# (13206) Baer
(13206) Baer est un astéroïde de la ceinture principale.

## Description
(13206) Baer est un astéroïde de la ceinture principale. Il fut découvert le 6 avril 1997 à Socorro (Nouveau-Mexique) par le projet LINEAR. Il présente une orbite caractérisée par un demi-grand axe de 2,85 UA, une excentricité de 0,10 et une inclinaison de 2,0° par rapport à l'écliptique.

## Compléments